# Kepler-114b
Kepler-114b es un exoplaneta que forma parte de un sistema solar formado por al menos 3 planetas. Fue descubierto en el año 2013 por la sonda Kepler por medio de tránsito astronómico.